# Mesopsis abbreviata
Mesopsis abbreviata is een rechtvleugelig insect uit de familie veldsprinkhanen (Acrididae). De wetenschappelijke naam van deze soort is voor het eerst geldig gepubliceerd in 1806 door Beauvois.